# نوح ريان سكوت
نوح ريان سكوت ممثل كندي ولد في 26 أغسطس 2000م في كندا بدأ مشواره الفني عام 2006م .

## روابط خارجية
- نوح ريان سكوت على موقع IMDb (الإنجليزية)
- نوح ريان سكوت على موقع أول موفي (الإنجليزية)
- نوح ريان سكوت على موقع قاعدة بيانات الفيلم (الإنجليزية)
- نوح ريان سكوت على موقع كينوبويسك (الروسية)